# أبيل برييتو
أبيل برييتو هو كاتب ومؤلف وسياسي كوبي، ولد في 11 نوفمبر 1950 في بينار ديل ريو في كوبا. انتخب مستشار سياسي (مارس 2012 – ) وانتخب وزير الثقافة (1997 – مارس 2012).